# Konrad Bukowiecki
Konrad Bukowiecki (ur. 17 marca 1997 w Szczytnie) – polski lekkoatleta, specjalizujący się w pchnięciu kulą oraz rzucie dyskiem. Prywatnie mąż lekkoatletki Natalii Kaczmarek. 

## Kariera sportowa
W 2013 zajął w pchnięciu kulą piąte miejsce podczas mistrzostw świata juniorów młodszych oraz zdobył złoto w pchnięciu kulą i srebro w rzucie dyskiem olimpijskiego festiwalu młodzieży Europy. W lipcu 2014 roku został w Eugene mistrzem świata juniorów, a w sierpniu tego roku zdobył złoto igrzysk olimpijskich młodzieży.
W marcu 2015 roku podczas seniorskich halowych mistrzostw Europy w Pradze zajął szóste miejsce w pchnięciu kulą. W lipcu 2015 roku został mistrzem Europy juniorów podczas zawodów rozgrywanych w szwedzkiej Eskilstunie, bijąc rekord mistrzostw oraz rekord Polski do lat 20, wynikiem 22,62 m. W lipcu 2016 roku w Bydgoszczy został ponownie mistrzem świata juniorów, ustanawiając rekord świata do lat 20 wynikiem 23,34. Stracił tytuł mistrzowski za wykrycie w jego organizmie higenaminy. Na igrzyskach olimpijskich w Rio de Janeiro zakwalifikował się do finału, w którym nie zaliczył żadnego ważnego pchnięcia. Uczestnik halowych mistrzostw Europy w Belgradzie (2017), w których wywalczył mistrzostwo. 13 lipca tegoż roku, podczas eliminacji do konkursu finałowego młodzieżowych mistrzostw Europy w Bydgoszczy wynikiem 21,26 m ustanowił rekord czempionatu, natomiast w trakcie rozgrywanego dzień później finału poprawił rezultat z eliminacji o 33 cm. Ósmy zawodnik światowego czempionatu z Londynu oraz srebrny medalista uniwersjady z Tajpej (2017).
W 2018 zajął 8. miejsce na halowych mistrzostwach świata w Birmingham oraz zdobył srebrny medal (za Michałem Haratykiem) na mistrzostwach Europy w Berlinie.
Odpadł w kwalifikacjach halowych mistrzostw Europy w 2019 w Glasgow. Zwyciężył na uniwersjadzie w 2019 w Neapolu i na młodzieżowych mistrzostwach Europy w tym samym roku w Gävle.
Medalista mistrzostw Polski młodzików (także w rzucie dyskiem), kadetów oraz juniorów, rekordzista Polski w juniorskich kategoriach wiekowych. Złoty (2017), srebrny (2016, 2018, 2019, 2020) i brązowy (2015, 2021) medalista halowych mistrzostw kraju w kategorii seniorów. Złoty (2016, 2019), srebrny (2017, 2018) i brązowy (2015, 2020) medalista mistrzostw kraju na stadionie.
Trenuje go ojciec – Ireneusz, w przeszłości wieloboista.
W 2016 otrzymał Bislett Medal przyznawany za najlepsze występy na Bislett Stadion.
Jest żołnierzem Sił Zbrojnych RP.
Od 28 września 2024 jego żoną jest Natalia Kaczmarek.

## Osiągnięcia
| Rok  | Impreza                                               | Miejsce        | Konkurencja            | Lokata            | Wynik      |
| ---- | ----------------------------------------------------- | -------------- | ---------------------- | ----------------- | ---------- |
| 2013 | Mistrzostwa świata juniorów młodszych                 | Donieck        | pchnięcie kulą (5 kg)  | 5. miejsce        | 20,10      |
| 2013 | Olimpijski festiwal młodzieży Europy                  | Utrecht        | rzut dyskiem (1,5 kg)  | 2. miejsce        | 58,35      |
| 2013 | Olimpijski festiwal młodzieży Europy                  | Utrecht        | pchnięcie kulą (5 kg)  | 1. miejsce        | 21,41      |
| 2014 | Kwalifikacje Europy do igrzysk olimpijskich młodzieży | Baku           | rzut dyskiem (1,5 kg)  | el. – 19. miejsce | 48,54      |
| 2014 | Kwalifikacje Europy do igrzysk olimpijskich młodzieży | Baku           | pchnięcie kulą (5 kg)  | 1. miejsce        | 23,13      |
| 2014 | Mistrzostwa świata juniorów                           | Eugene         | pchnięcie kulą (6 kg)  | 1. miejsce        | 22,06      |
| 2014 | Mistrzostwa świata juniorów                           | Eugene         | rzut dyskiem (1,75 kg) | el. – 25. miejsce | 52,92      |
| 2014 | Igrzyska olimpijskie młodzieży                        | Nankin         | pchnięcie kulą (5 kg)  | 1. miejsce        | 23,17      |
| 2015 | Halowe mistrzostwa Europy                             | Praga          | pchnięcie kulą         | 6. miejsce        | 20,46      |
| 2015 | Mistrzostwa Europy juniorów                           | Eskilstuna     | pchnięcie kulą (6 kg)  | 1. miejsce        | 22,62      |
| 2015 | Mistrzostwa świata                                    | Pekin          | pchnięcie kulą         | el. –             | NM         |
| 2016 | Halowe mistrzostwa świata                             | Portland       | pchnięcie kulą         | 4. miejsce        | 20,53      |
| 2016 | Mistrzostwa Europy                                    | Amsterdam      | pchnięcie kulą         | 4. miejsce        | 20,58      |
| 2016 | Mistrzostwa świata juniorów                           | Bydgoszcz      | pchnięcie kulą (6 kg)  | DQ                | DQ (23,34) |
| 2016 | Mistrzostwa świata juniorów                           | Bydgoszcz      | rzut dyskiem (1,75 kg) | DQ                | DQ (59,71) |
| 2016 | Igrzyska olimpijskie                                  | Rio de Janeiro | pchnięcie kulą         | –                 | NM         |
| 2017 | Halowe mistrzostwa Europy                             | Belgrad        | pchnięcie kulą         | 1. miejsce        | 21,97      |
| 2017 | Superliga drużynowych mistrzostw Europy               | Lille          | pchnięcie kulą         | 3. miejsce        | 20,83      |
| 2017 | Młodzieżowe mistrzostwa Europy                        | Bydgoszcz      | pchnięcie kulą         | 1. miejsce        | 21,59      |
| 2017 | Mistrzostwa świata                                    | Londyn         | pchnięcie kulą         | 8. miejsce        | 20,89      |
| 2017 | Uniwersjada                                           | Tajpej         | pchnięcie kulą         | 2. miejsce        | 20,16      |
| 2018 | Halowe mistrzostwa świata                             | Birmingham     | pchnięcie kulą         | 8. miejsce        | 20,99      |
| 2018 | Mistrzostwa Europy                                    | Berlin         | pchnięcie kulą         | 2. miejsce        | 21,66      |
| 2019 | Halowe mistrzostwa Europy                             | Glasgow        | pchnięcie kulą         | el. – 11. miejsce | 20,18      |
| 2019 | Uniwersjada                                           | Neapol         | pchnięcie kulą         | 1. miejsce        | 21,54      |
| 2019 | Młodzieżowe mistrzostwa Europy                        | Gävle          | pchnięcie kulą         | 1. miejsce        | 21,51      |
| 2019 | Mecz Europa – USA                                     | Mińsk          | pchnięcie kulą         | 2. miejsce        | 21,92      |
| 2019 | Mistrzostwa świata                                    | Doha           | pchnięcie kulą         | 6. miejsce        | 21,46      |
| 2019 | Światowe wojskowe igrzyska sportowe                   | Wuhan          | pchnięcie kulą         | 2. miejsce        | 21,84      |
| 2021 | Igrzyska olimpijskie                                  | Tokio          | pchnięcie kulą         | el. – 23. miejsce | 20,01      |
| 2022 | Halowe mistrzostwa świata                             | Belgrad        | pchnięcie kulą         | 10. miejsce       | 20,79      |
| 2022 | Mistrzostwa świata                                    | Eugene         | pchnięcie kulą         | el. – 13. miejsce | 20,24      |
| 2022 | Mistrzostwa Europy                                    | Monachium      | pchnięcie kulą         | 6. miejsce        | 20,74      |
| 2023 | Uniwersjada                                           | Chengdu        | pchnięcie kulą         | 1. miejsce        | 20,23      |
| 2023 | Mistrzostwa świata                                    | Budapeszt      | pchnięcie kulą         | el. – 28. miejsce | 19,21      |
| 2024 | Mistrzostwa Europy                                    | Rzym           | pchnięcie kulą         | el. – 17. miejsce | 19,20      |
| 2024 | Igrzyska olimpijskie                                  | Paryż          | pchnięcie kulą         | el. – 28. miejsce | 18,83      |
| 2025 | Halowe mistrzostwa Europy                             | Apeldoorn      | pchnięcie kulą         | el. – 10. miejsce | 19,78      |
| 2025 | Halowe mistrzostwa świata                             | Nankin         | pchnięcie kulą         | –                 | NM         |
| 2025 | I dywizja drużynowych mistrzostw Europy               | Madryt         | pchnięcie kulą         | 3. miejsce        | 20,55      |

## Rekordy życiowe
- Pchnięcie kulą (stadion, 7,26 kg) – 22,25 (14 września 2019, Chorzów); 2. wynik w historii polskiej lekkoatletyki na stadionie; oficjalny rekord Europy U-23 na stadionie, 9 czerwca 2016 w Oslo ustanowił wynikiem 21,14 nieoficjalny absolutny rekord świata juniorów
- Pchnięcie kulą (hala, 7,26 kg) – 22,00 (15 lutego 2018, Toruń); halowy rekord Polski, rekord Europy do lat 23, 26 lutego 2016 w Madrycie ustanowił aktualny rekord Europy juniorów – 20,61
- Pchnięcie kulą (6 kg) – 22,94 (1 maja 2016, Bojanowo); 19 lipca 2016 w Bydgoszczy rezultatem 23,34 pchnął dalej od rekordu świata juniorów, jednakże wynik nie został ratyfikowany (anulowanie wyniku Polaka)[8], 24 lipca 2014 ustanowił wynikiem 22,06 nieoficjalny rekord Europy juniorów młodszych
- Pchnięcie kulą (hala, 6 kg) – 22,96 (29 grudnia 2016, Spała) halowy rekord świata juniorów, 19 stycznia 2014 w Spale ustanowił wynikiem 20,22 nieoficjalny halowy rekord świata juniorów młodszych[19]
- Pchnięcie kulą (stadion, 5 kg) – 23,17 (24 sierpnia 2014, Nankin)
- Pchnięcie kulą (hala, 5 kg) – 24,24 (30 grudnia 2014, Spała) nieoficjalny halowy rekord świata juniorów młodszych[20][21]
- Rzut dyskiem (1 kg) – 64,49 (21 września 2012, Ostrołęka) były rekord Polski młodzików
- Rzut dyskiem (1,5 kg) – 66,52 (15 września 2014, Warszawa) rekord Polski juniorów młodszych
- Rzut dyskiem (2 kg) – 58,42 (2 lipca 2017, Suwałki)